# Maison d'arrêt de Cotonou
La maison d'arrêt de Cotonou, également connue sous le nom de prison civile de Cotonou, est l'une des plus anciennes institutions pénitentiaires du Bénin, construite en 1962. 

## Histoire
La construction de la prison en 1962 souligne son ancienneté et son statut historique. En tant que lieu de détention, elle a traversé diverses réformes et adaptations pour répondre aux normes et aux besoins changeants du système pénitentiaire jouant un rôle crucial dans l'histoire pénitentiaire du Bénin,.

## Organisation et fonctionnement
Le décret N°73-293, en date du 15 septembre 1973, instituant le régime pénitentiaire, constitue la norme juridique définissant les principes régissant le système pénitentiaire au Bénin. Il offre une structure réglementaire générale, bien que les détails particuliers puissent présenter des variations : 
- Maison centrale à Cotonou : Cette installation, située à Cotonou, a pour vocation d'exécuter principalement les peines d'emprisonnement dépassant 5 ans. Elle remplit également la fonction de maison d'arrêt, où les individus en attente de jugement ou de transfert vers d'autres établissements sont temporairement détenus.
- Maison d'Arrêt près de chaque tribunal de première instance : chaque tribunal de première instance est associé à une maison d'arrêt. Ces établissements servent à la détention provisoire des individus en attente de jugement. Ils peuvent être utilisés pour des peines de courte durée ou comme lieu de transit pour les détenus en cours de transfert vers d'autres établissements.

La discipline au sein de la prison de Cotonou est réglementée par le décret N° 73-293 du 15 septembre 1973, qui établit le régime pénitentiaire. Selon les dispositions de ce décret, la surveillance des détenus est confiée à un poste d'agent de surveillance. Ce poste est renouvelé en fonction des besoins, et son chef est chargé de mettre en œuvre les consignes établies par le régisseur, conformément au règlement intérieur de l'établissement.  Cette gestion de la discipline et de la surveillance des détenus repose sur une structure hiérarchique, avec le régisseur à la tête.

## Conditions de détention
À la prison civile de Cotonou, des démarches sont déployées pour soutenir les enfants présents avec leurs mères ou nés en détention. Ces efforts, centrés sur la fourniture d'un appui éducatif et la facilitation de la réinsertion des détenues, revêtent une importance cruciale pour alléger les défis inhérents à la vie en prison,,.

## Collaboration et partenariats
En étroite collaboration avec le Programme VNU, la prison civile de Cotonou s'associe au PNUD dans le but de protéger les droits des détenus au Bénin. Elle a établi des partenariats fructueux avec plusieurs ONG et associations, renforçant ainsi ses efforts en faveur de la réhabilitation et de l'amélioration des conditions de vie des détenus,.

## Détenus notables
- Bernard Gogonou Kikissagbé[11]
- Reckya Madougou